# ميرامار (فلوريدا)
ميرامار (بالإنجليزية: Miramar)‏ هي مدينة أمريكية تقع في ولاية فلوريدا. تبلغ مساحة هذه المدينة 80.3 (كم²)،ويبلغ عدد سكانها 122041 نسمة حسب إحصاء سنة 2010 م 122041.

## التركيبة السكانية
حدّد مكتب تعداد الولايات المتحدة بيانات التركيبة السكانية لميرامار في تعداد الولايات المتحدة. في ما يلي، التركيبة السكانية حسب تعدادي 2000 و2010.

### تعداد عام 2000
بلغ عدد سكان ميرامار 72,739 نسمة بحسب تعداد عام 2000، وبلغ عدد الأسر 23,058 أسرة وعدد العائلات 18,663 عائلة مقيمة في المدينة. في حين سجلت الكثافة السكانية 903.6 نسمة لكل كيلومتر مربع (2,340.3/ميل2). وبلغ عدد الوحدات السكنية 25,905 وحدة بمتوسط كثافة قدره 321.8 لكل كيلومتر مربع (833.5/ميل2).
وتوزع التركيب العرقي للمدينة بنسبة 43.59% من البيض و43.30% من الأمريكيين الأفارقة و0.16% من الأمريكيين الأصليين و3.03% من الأمريكيين ذوي الأصول الآسيوية و0.10% من سكان جزر المحيط الهادئ و4.72% من الأعراق الأخرى و5.11% من عرقين مختلطين أو أكثر و29.38% من الهسبانيون أو اللاتينيون من أي عرق.
بلغ عدد الأسر 23,058 أسرة كانت نسبة 53.1% منها لديها أطفال تحت سن الثامنة عشر تعيش معهم، وبلغت نسبة الأزواج القاطنين مع بعضهم البعض 56% من أصل المجموع الكلي للأسر، ونسبة 19.1% من الأسر كان لديها معيلات من الإناث دون وجود شريك، بينما كانت نسبة 5.8% من الأسر لديها معيلون من الذكور دون وجود شريكة وكانت نسبة 19.1% من غير العائلات. تألفت نسبة 14.3% من أصل جميع الأسر من عدة أفراد يعيشون في نفس المنزل ونسبة 3.3% كانت تتألف من شخص يعيش بمفرده يبلغ من العمر 65 عاماً أو أكثر. وبلغ متوسط حجم الأسرة المعيشية 3.15، أما متوسط حجم العائلات فبلغ 3.48.
بلغ العمر الوسطي للسكان 31.8 عاماً. وكانت نسبة 31% من القاطنين تحت سن الثامنة عشر، وكانت نسبة 8.6% بين الثامنة عشر والرابعة والعشرين عاماً، ونسبة 35.4% كانت واقعةً في الفئة العمرية ما بين الخامسة والعشرين والرابعة والأربعين عاماً، ونسبة 18.6% كانت ما بين الخامسة والأربعين والرابعة والستين، ونسبة 6.3% كانت ضمن فئة الخامسة والستين عاماً فما فوق. يوجد لكل 100 أنثى 90.8 ذكر، ويوجد لكل 100 أنثى في الثامنة عشر من عمرها فما فوق 85.0 ذكر.
بلغ متوسط دخل الأسرة في المدينة 50,508 دولارًا، أما متوسط دخل العائلة فبلغ 53,654 دولارًا. وكان متوسط دخل الذكور 36,542 دولارًا مقابل 30,531 دولارًا للإناث. وسجل دخل الفرد الخاص بالمدينة 19,333 دولارًا. وكانت نسبة 6.1% من العائلات ونسبة 8.1% من السكان تحت خط الفقر، وكان من هؤلاء نسبة 11.7% تحت سن الثامنة عشر ونسبة 5.7% في الخامسة والستين من العمر وما فوق.

### تعداد عام 2010
بلغ عدد سكان ميرامار 122,041 نسمة بحسب تعداد عام 2010، وبلغ عدد الأسر 37,420 أسرة وعدد العائلات 30,725 عائلة مقيمة في المدينة. في حين سجلت الكثافة السكانية 1,516 نسمة لكل كيلومتر مربع (3,926.4/ميل2). وبلغ عدد الوحدات السكنية 40,294 وحدة بمتوسط كثافة قدره 500.5 لكل كيلومتر مربع (1,296.3/ميل2).
وتوزع التركيب العرقي للمدينة بنسبة 40.95% من البيض و45.71% من الأمريكيين الأفارقة و0.24% من الأمريكيين الأصليين و5.23% من الأمريكيين ذوي الأصول الآسيوية و0.05% من سكان جزر المحيط الهادئ و4.09% من الأعراق الأخرى و3.74% من عرقين مختلطين أو أكثر و36.90% من الهسبانيون أو اللاتينيون من أي عرق.
بلغ عدد الأسر 37,420 أسرة كانت نسبة 52.4% منها لديها أطفال تحت سن الثامنة عشر تعيش معهم، وبلغت نسبة الأزواج القاطنين مع بعضهم البعض 53.7% من أصل المجموع الكلي للأسر، ونسبة 22.2% من الأسر كان لديها معيلات من الإناث دون وجود شريك، بينما كانت نسبة 6.2% من الأسر لديها معيلون من الذكور دون وجود شريكة وكانت نسبة 17.9% من غير العائلات. تألفت نسبة 13.5% من أصل جميع الأسر من عدة أفراد يعيشون في نفس المنزل ونسبة 2.4% كانت تتألف من شخص يعيش بمفرده يبلغ من العمر 65 عاماً أو أكثر. وبلغ متوسط حجم الأسرة المعيشية 3.26، أما متوسط حجم العائلات فبلغ 3.56.
بلغ العمر الوسطي للسكان 33.6 عاماً. وكانت نسبة 29.1% من القاطنين تحت سن الثامنة عشر، وكانت نسبة 9.5% بين الثامنة عشر والرابعة والعشرين عاماً، ونسبة 30.8% كانت واقعةً في الفئة العمرية ما بين الخامسة والعشرين والرابعة والأربعين عاماً، ونسبة 23.8% كانت ما بين الخامسة والأربعين والرابعة والستين، ونسبة 6.9% كانت ضمن فئة الخامسة والستين عاماً فما فوق. وتوزع التركيب الجنسي للسكان بنسبة 47.2% ذكور و52.8% إناث.

## أعلام
- شون باري
- ليونيل براون
- دانيال بريفرمان
- كريس دونلاب
- تايلور هيكس
- سيندي شاتو